# Judici de Rivonia
El Judici de Rivonia, també conegut com a Procés de Rivonia, va ser un judici que va tenir lloc a Sud-àfrica entre 1963 i 1964. En ell, deu líders del Congrés Nacional Africà (ANC) van ser jutjats (i vuit condemnats) per 4 càrrecs diferents: (a) reclutament de persones per entrenar-les en la preparació i l'ús d'explosius i la guerra de guerrilla per realitzar una revolució violenta i cometre actes de sabotatge; (b) conspiració per cometre aquests actes i ajudar unitats militars estrangeres quan aquestes (hipotèticament) envaïssin la República; (c) actuar en aquest sentit per assolir els objectius del comunisme; i (d) sol·licitar i rebre diners per aquests propòsits de simpatitzants de fora de Sud-àfrica.
Entre altres conseqüències, aquest judici va comportar l'empresonament del líder de l'ANC (i futur President de Sud-àfrica) Nelson Mandela i d'altres membres condemnats a cadena perpètua, dels quals Mandela va complir 27 anys. Mandela va parlar des del banc dels acusats per explicar les seves creences polítiques.

## Cronologia del Judici

### Orígens
El judici va rebre el nom del suburbi de Rivonia, a Johannesburg, on 19 líders del Congrés Nacional Africà (ANC) van ser arrestats a la granja de Liliesleaf Farm, una propietat d'Arthur Goldreich, l'11 de juliol de 1963. La granja havia estat utilitzada els últims anys com a base d'operacions de l'ANC. A més a més dels detinguts, allí s'hi van trobar molts documents compromesos. Entre d'altres, Nelson Mandela havia estat a la granja l'octubre de 1961, passant desapercebut fent-se passar pel jardiner i cuiner del complex anomenat David Motsamayi (que vol dir "el caminant").

### Arrestats
- Walter Sisulu
- Govan Mbeki
- Raymond Mhlaba
- Andrew Mlangeni
- Elias Motsoaledi, sindicalista i membre de l'ANC
- Ahmed Kathrada
- Billy Nair
- Denis Goldberg, enginyer de Ciutat del Cap i líder del Congrés dels Demòcrates de Sud-àfrica
- Lionel Bernstein, arquitecte i membre del Partit Comunista de Sud-àfrica (SACP)
- Bob Hepple
- Arthur Goldreich
- Harold Wolpe
- James Kantor, cunyat de Harold Wolpe

Goldberg, Bernstein, Hepple, Wolpe, Kantor i Goldreich eren blancs i jueus, Kathrada i Nair eren indis, i Sisulu, Mbeki, Motsoaledi i Mhlaba eren xoses, tot i que Sisulu era fill d'una dona xosa i un home blanc.
Als líders de l'ANC detinguts a Rivonia s'hi va sumar al judici Nelson Mandela, que ja es trobava al Fort de Johhanesburg complint una pena de cinc anys de presó per incitar a les vages dels treballadors i haver abandonat el país il·legalment. La majoria dels acusats durant el Judici de Rivonia van ser condemnats a cadena perpètua. (El règim apartheid també va jutjar d'altres membres de l'ANC en el que s'ha conegut com a Judici del Petit Rivonia, en el qual se'ls acusava de sabotatge. En aquest segon judici un dels acusats era el líder d'Umkhonto We Sizwe (MK), qui va també va ser sentenciat a cadena perpètua i la va complir a Robben Island.)
Durant el Judici de Rivonia, el govern va beneficiar-se d'un cert avantatge legal que permetia retenir als acusats durant 90 dies sense judici previ, temps en el qual els acusats restaven incomunicats. De totes maneres, Goldreich i Wolpe van subornar un guardià i van poder escapar de la presó l'11 d'agost.(xinès) La seva fugida va fer enfadar molt als fiscals i a la policia, que consideraven a Goldreich un gran conspirador.
Els advocats de la defensa no van poder parlar amb els seus clients fins dos dies abans que comences el judici, el 9 d'octubre. El líder de l'equip de la defensa va ser Bram Fischer, un advocat afrikaner molt reconegut, que va ser assistit per Joel Joffe, Arthur Chaskalson, George Bizos, Vernon Berrangé i Harold Hanson. Un equip separat, que va defensar a Kantor, estava compost per Hanson i Harry Schwarz. A finals d'octubre, es va permetre a Hepple abandonar el banc dels acusats perquè, sota pressió, va acceptar testificar per la fiscalia. En realitat mai havia estat disposat a testificar contra els seus companys, i va abandonar el país clandestinament poc després.
El jutge president va ser el Dr. Quartus de Wet, jutge president del Transvaal.
El líder dels fiscals va ser el Dr. Percy Yutar, Fiscal General Adjunt del Transvaal.
El Judici va començar el 26 de novembre de 1963. Després de desestimar-se la primera acusació com a inadequada, el judici al final va iniciar-se el 3 de desembre del mateix any, amb una acusació més extensa. Tots els acusats que quedaven després de les fugues, que eren deu, es van declarar no culpables. El judici va acabar el 12 de juny de 1964.

### Llistat d'acusats

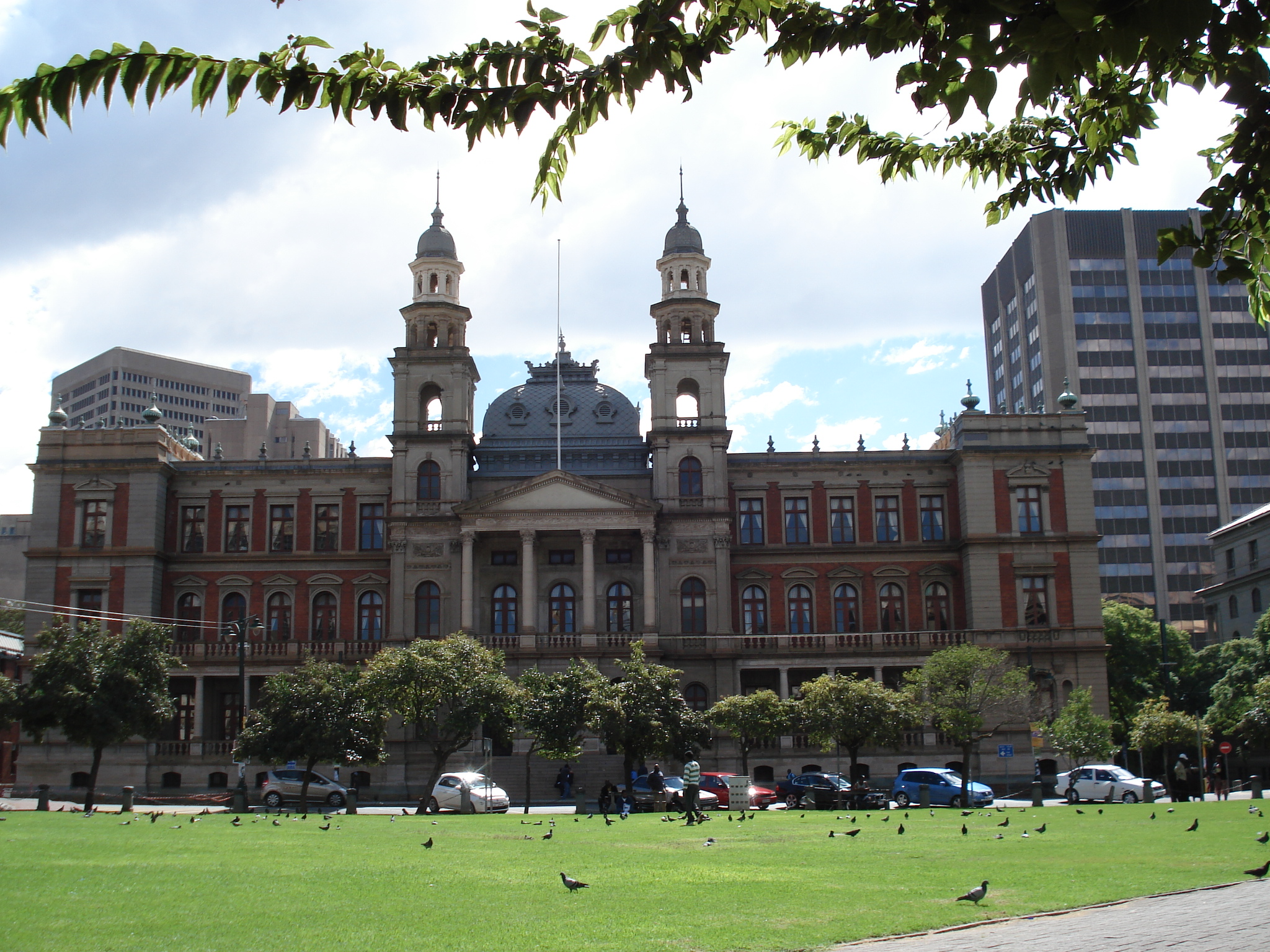
El Palau de Justícia de Pretòria, seu del judici

El primer document de l'acusació del judici enumerava 11 acusats. Els advocats, no obstant, van recórrer aquest primer document amb èxit, i el jutge de Wet el va anul·lar. Abans d'aquesta primera derrota de la fiscalia, l'Estat havia retirat tots els càrrecs contra Bob Hepple, després que aquest es comprometés a testificar contra els seus companys. Poc després Hepple va abandonar el país, abans de testificar, i des d'allí va explicar als periodistes que en cap moment havia tingut intenció de fer-ho. La segona acusació, doncs, només era contra 10 dels anteriors acusats, referint-se a ells amb el terme Acusat núm. 1, núm. 2, i així successivament fins al núm. 10.
1. Nelson Mandela
2. Walter Sisulu
3. Denis Goldberg
4. Govan Mbeki
5. Ahmed Kathrada
6. Lionel "Rusty" Bernstein (absolt)
7. Raymond Mhlaba
8. James Kantor (absolt)
9. Elias Motsoaledi
10. Andrew Mlangeni

### Advocats de la defensa
Nat Levy va ser l'advocat a Pretòria per Mandela i els altres acusats, amb l'excepció de Kantor. Hilda Bernstein (muller de Rusty Bernstein) va contractar a Joffe, després que molts altres advocats renunciessin a defensar als seu marit per estar massa ocupats o per por a enfrontar-se amb l'estat. Joffe, posteriorment, també va ser contractat per Albertina Sisulu (la muller de Walter Sisulu), Annie Goldberg (mare de Dennis Goldberg) i Winnie Mandela (muller de Nelson Mandela). Joffe va acceptar actuar en defensa de tots els acusats excepte de Kantor, que va demanar una defensa separada, i Bob Hepple.
Joffe, en principi, va contractar els serveis dels advocats Arthur Chaskalson i George Bizos, i posteriorment va convèncer a Bram Fischer perquè actués com a líder de la defensa. Vernon Berrangé va ser reclutat posteriorment per unir-se a l'equip. Així, els advocats de la defensa de la majoria dels acusats van ser:
- Vernon Berrangé (advocat)
- George Bizos (advocat)
- Arthur Chaskalson (advocat)
- Bram Fischer (advocat, líder de la defensa)
- Harold Hanson (advocat)
- Joel Joffe (advocat)

Tots els acusats es van mostrar d'acord que la defensa de Kantor fos independent a la de la resta d'ells. D'aquesta manera, Kantor va contractar un equip diferent. Tot i que Harold Hanson, en principi, havia de representar a Kantor, posteriorment va ser convidat a representar també als altres 9 acusats. L'equip d'advocats que va defensar a Kantor estava format per:
- John Coaker (advocat)
- Harold Hanson (advocat)
- George Lowen (advocat)
- H. C. Nicholas (advocat)
- Harry Schwarz (advocat)

### Càrrecs
Els càrrecs als quals es van enfrontar els acusats eren els següents:
- Reclutament de persones per entrenar-les en la preparació i ús d'explosius i en la guerra de guerrilla amb la intenció de realitzar una revolució violenta i cometre actes de sabotatge.
- Conspiració per cometre els actes anteriorment esmentats i ajudar unitats militars estrangeres quan aquestes envaïssin la República.
- Realitzar tots aquests actes per facilitar els objectius del comunisme.
- Sol·licitar i rebre diners per assolir aquests objectius a països simpatitzants com Algèria, Etiòpia, Libèria, Nigèria, Tunísia, i d'altres.

Els "requeriments de producció" de munició per un període de sis mesos eren suficients, segons va dir el fiscal Percy Yutar durant la sessió d'obertura, per destruir una ciutat de les dimensions de Johannesburg. Yutar no va reclamar específicament la pena de mort, però en general es creia que era això el que l'estat desitjava.
Kantor va ser absolt dels càrrecs al final del parlament de la fiscalia.
El judici va ser condemnat pel Consell de Seguretat de les Nacions Unides i per altres països d'arreu del món, començant un seguit de sancions internacionals contra el govern de Sud-àfrica en alguns casos.

## Fugides
- Arthur Goldreich i Harold Wolpe van fugir del Fort de Johannesburg després de subornar un guàrdia de la presó. Després d'amagar-se en diverses cases de seguretat durant dos mesos, van marxar clandestinament a Swazilàndia vestits com si fossin sacerdots amb l'ajuda de Manni Brown, que tenia un operador turístic com a tapadora per passar armes a l'ANC. Des de Swazilàndia, Vernon Berrangé va contactar un avió que els portà fins a Lobatse, un petit poblet de Botswana.[15]
- La fugida de Wolpe va deixar al seu cunyat, James Kantor, que havia estat membre de l'equip de defensa de l'ANC, acusat amb els mateixos càrrecs que Mandela i els altres acusats. Harry Schwarz, un bon amic i polític molt conegut, va dirigir la seva defensa. Després d'haver estat atacat agressivament pel fiscal Percy Yutar, que el va retratar com un dels membres vitals de l'MK, Kantor va ser absolt pel jutge Quartus de Wet, que va exposar que no hi havia cap cas contra ell. Després del seu alliberament, va abandonar el país. Va morir d'un infart el 1975.

### Sentència
Tot i que el fiscal no va demanar formalment la pena de mort, la majoria dels observadors del judici van considerar que aquesta petició quedava implícita en la presentació de la fiscalia del cas. Diverses campanyes internacionals i nacionals van exposar la seva oposició a una sentència de pena de mort. Harold Hanson va fer un discurs per intentar mitigar la sentència, comparant la lluita dels africans amb la revolta anterior dels afrikaners. També va fer una comparativa amb casos similars en què s'havia evitat aquest tipus de sentència.
Alan Paton, en qualitat de president del Partit Liberal, també va llegir una petició de clemència; tot i que l'escriptor sud-africà no donava suport personalment a la violència, va manifestar que els acusats només havien tingut dues opcions: "ajupir el cap i sotmetre-s, o resistir-se a la força". A més a més, va afegir que el tribunal havia de mostrar-se clement, ja que, en cas contrari, el futur de Sud-àfrica es presentava desolador.
Vuit dels acusats van ser sentenciats a cadena perpètua, mentre que Lionel Bernstein va ser absolt.
Denis Goldberg va ser confinat a la Presó Central de Pretòria en lloc de Robben Island (en aquell moment era l'única presó de màxima seguretat per a presos polítics blancs de Sud-àfrica) on hi va passar 22 anys.
Els altres acusats van ser confinats a Robben Island. Nelson Mandela va passar 27 anys i vuit mesos a la presó com a resultat de la sentència del Judici de Rivonia (18 d'ells a Robben Island). Va ser alliberat l'11 de febrer de 1990.